# Noedelman N-37

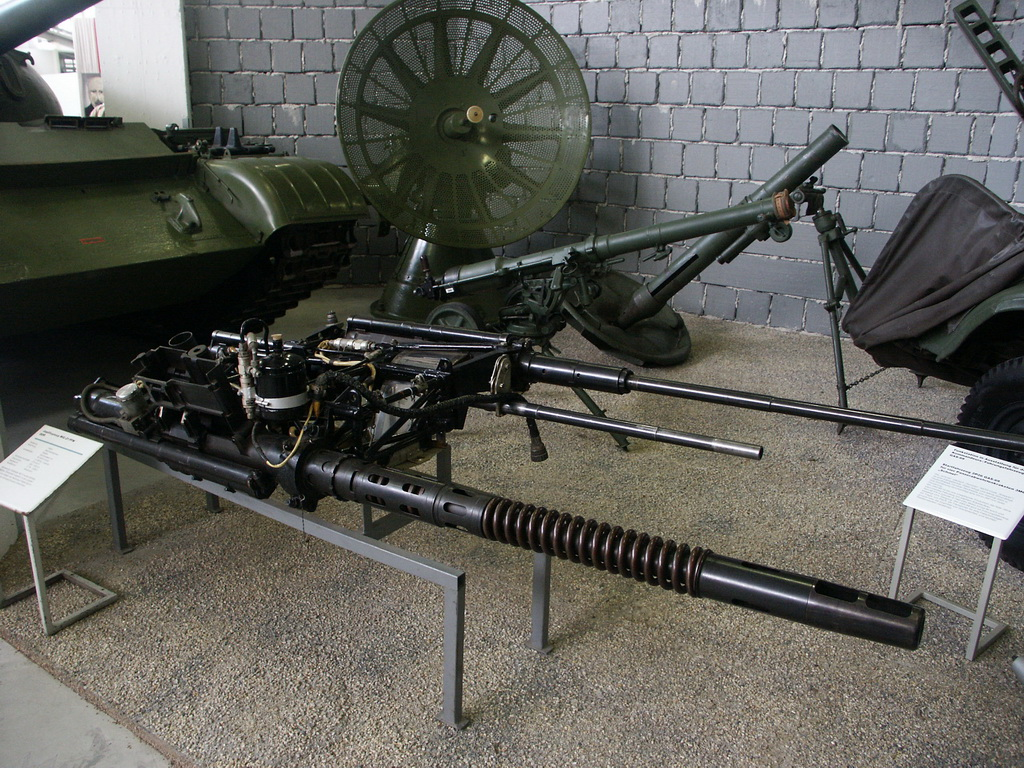
Een N-37

De Noedelman N-37 (Russisch : Н-37 Нудельман советская авиационная пушка калибра 37 мм) was een snelvuurkanon van kaliber 37 mm in 1945 ontworpen door V. Ja. Nemenov van Noedelmans experimenteel constructiebureau OKB-16 om de  Noedelman-Soeranov NS-37 in 1946 te vervangen als boordgeschut op jachtvliegtuigen van de Sovjet-Unie. Hij was 30% lichter, maar met 23% minder mondingssnelheid. KB Totsjmasj bouwde ze.
Het zwaar kaliber kon een bommenwerper uitschakelen met een enkele treffer, maar de vuursnelheid lag te laag om een snel bewegend vliegtuig te treffen.

## Specificaties
- Aantal lopen: 1
- Terugslag: ja
- Granaten: 37 mm x 155 mm 735 g HEI-T brisantgranaat / brandgranaat Lichtspoormunitie of 760 g AP-T armour piercing-granaat met lichtspoor
- Massa: 103 kg
- Lengte: 2455 mm
- Lengte van de loop: 1361 mm
- Vuursnelheid: 400 schoten / min
- Mondingssnelheid: 690 m/s

## Vliegtuigen
- Mikojan-Goerevitsj MiG-9
- Mikojan-Goerevitsj MiG-15
- Mikojan-Goerevitsj  MiG-17
- Mikojan-Goerevitsj  MiG-19
- Jakovlev Jak-25

## Productiecijfers
- 1947: 518
- 1948: 508
- 1949: 1314
- 1950: 3043
- 1951: 3885
- 1952: 4433
- 1953: 4600
- 1954: 1700
- 1956: 285